# Raadhafathi av Maldiverna
Al-Sultana Raadhafathi Sri Suvama Abaarana Mahaa Rehendhi (Dhivehi: އައްސުލްޠާނާ ރާދަފަތި ސިރީ ސުވަމަ އަބާރަނަ މަހާރެހެންދި) var monark, med titeln sultaninna, över Maldiverna 1379-1381. 
Hon var tredje dotter till sultan Omar I av Maldiverna. Hon efterträdde sin syster Khadijja av Maldiverna år 1380. Hon abdikerade till förmån för sin make Mohamed av Maakurath.